# BTR-70
BTR-70は、ソビエト連邦、ロシアの装甲兵員輸送車。1972年に採用、ソ連では1976年から1980年にかけて製造された。BTR-60PBの改良型にあたる。

## 概要
車体の大きさはBTR-60とさほど変わっていない（むしろ小型化している）が、エンジンが強化された為、エンジン室は大型化している。それによって兵員室は少々ながら小型化している。また、兵員乗降用ハッチが上部にしかなかったBTR-60の欠点を改良し、第2、第3車軸の間に逆三角型の乗降用ハッチを増設した。後部にエンジン室がある為側面から乗降する方式であるがハッチ自体が小型のものだったため迅速な乗降ができないという弱点があった。
BTR-60PB以来のKPVT 14.5mm重機関銃とPKT 7.62mm機関銃を搭載した全周砲塔で、俯仰角度は-5度~+30度。また、AGS-17自動擲弾銃を搭載した派生型も存在する。側面のガンポートは個数は変わらないが配置が若干変わった。BTR-60とは違って車体に消波器が設置されている。
新機能とは言えないが、路面の状態を見て乗員がタイヤの空気圧を車内から変更できる。また、NBC汚染環境下でも行動できるよう与圧式NBC防護装置を採用している。浮行性も有し、水上では後部に1つ取り付けられたウォータージェットで推進する。

## 実戦
アフガニスタン侵攻で初めて実戦に投入されたが、ガソリンエンジンの為、被弾した際に発火・炎上しやすいという弱点を露呈し、BTR-60共々「燃える車輪付き棺桶」という不名誉なあだ名がつけられた。また、側面ハッチは小型で完全武装の兵士には使用しづらく、上面から出入りしようとした兵士はみすみすムジャヒディンの餌食となった。これらの戦訓から、改良型のBTR-80はディーゼルエンジンを搭載し、側面ハッチを拡大している。
国際連合平和維持活動の内、国際連合ボスニア・ヘルツェゴヴィナ・ミッションではネパール軍とパキスタン軍がBTR-70を投入した。
チェチェン紛争においては装甲を厚くするなどしたが、市街戦の際に外部に取り付けられた増槽、ハッチ、機関室、砲塔などを携帯対戦車ミサイルで狙撃され、多大な損害を出した。

## 派生型

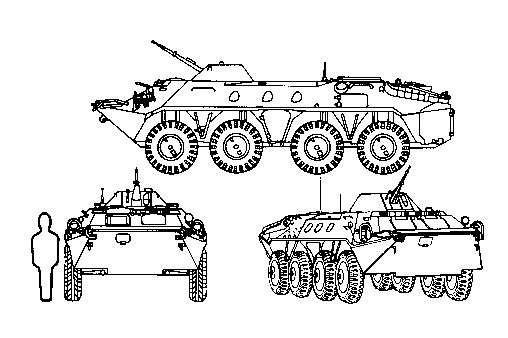
BTR-70 三面図

BTR-70 M1978
前期生産型。
BTR-70 M1986/1
後期生産型。ターレットの改良、装甲の強化などがされている。
BTR-70MS
通信用車輌。
BTR-70KShM
指揮官用車輌。
BREM
回収車輌。
BTR-70Kh
化学兵器検知車輌。
SPR-2
ジャミング車輌。
BTR-70 9K31地対空ミサイル搭載型。
BTR-70 AGS-17搭載型
AGS-17自動擲弾銃を搭載している。アフガニスタン侵攻の際に使用された。
このほか、最近は砲塔がBTR-80のものに換装されている車両がある。
2S14 Zhalo-S
BTR-70に砲塔形式で2A62 85mm砲を搭載した対戦車自走砲。試作のみ。

### ウクライナ
BTR-7
ムィコラーイウ装甲車両工場製の近代化改修型。エンジンをディーゼル式のFPT イヴェコ Tector P4（150馬力）×2機に更新。

### ベラルーシ
BTR-70MB1
ベラルーシ製の改良型。ボリソフの第140修理工場にて改修。エンジンをBTR-80と同型のKAMAZ-7403V型8気筒ディーゼルエンジン（260馬力）×1基に換装している。

### ルーマニア

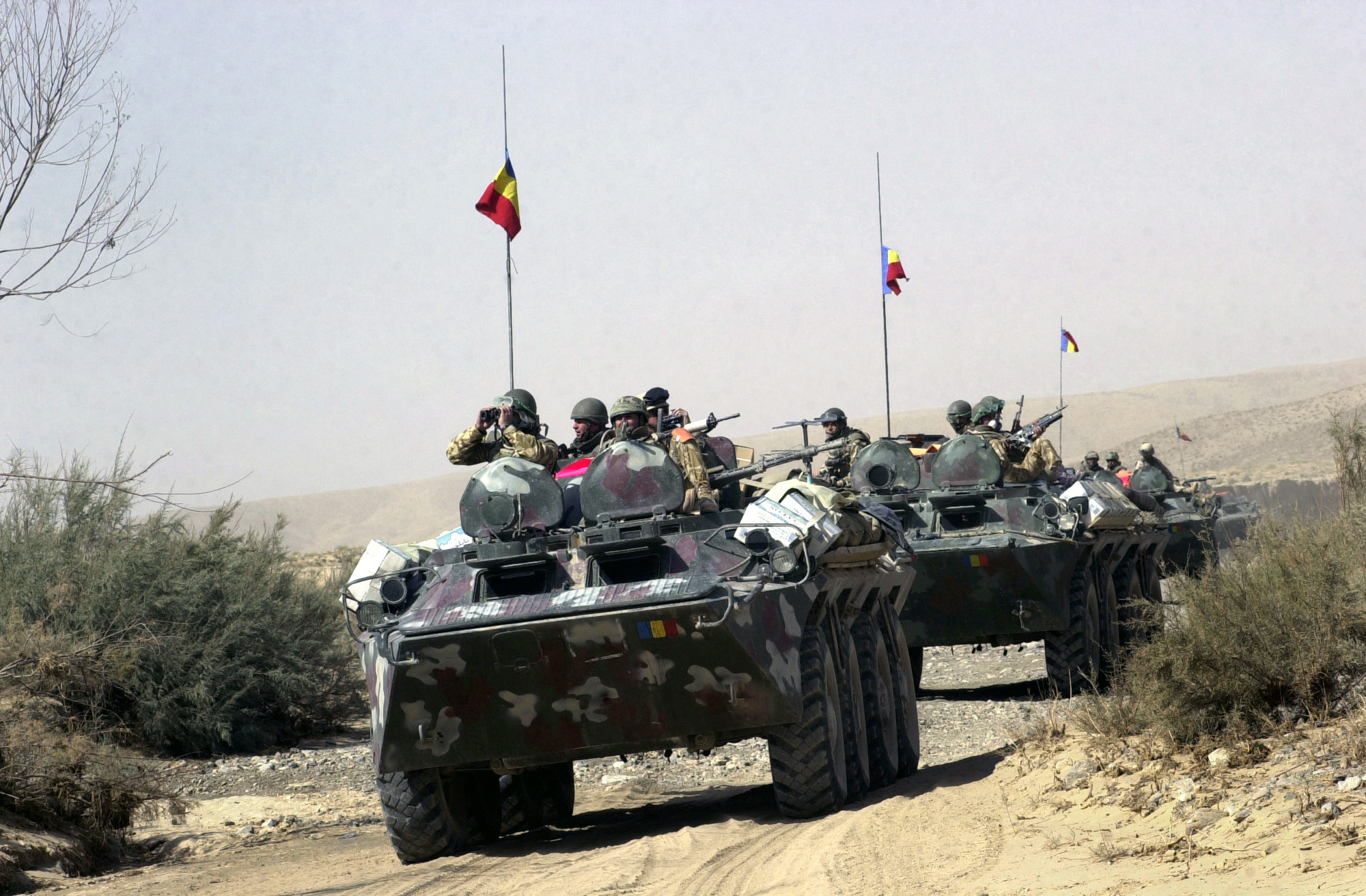
アフガニスタンで国際治安支援部隊として行動中のTAB-77

TAB-77
ルーマニアのライセンス生産車両。エンジンを132馬力のディーゼルエンジン2基に換装。
TAB-77A 145M
指揮通信車輌。乗員は3+7名。7.62mm同軸機関銃は撤去されている。
TAB-77A B-33
1996年に発表された改良型。主機を250馬力のディーゼルエンジン1基に換装。機関銃塔の射撃サイトを大型化。乗員は3+8名。

### スーダン
シャリーフ-3
スーダンの軍事産業公社（MIC）が開発した改良型で、2019年に発表された。原型のZMZ-4905ガソリンエンジンを、より燃料効率の高いKAMAZ-7403 V8水冷ディーゼルエンジン（260hp）に置き換え、最大路上速度が80km/hに向上するとともに航続距離が延長した。また、砲塔がBMP-1のものに交換されている。

## 運用国
- ロシア
- ベラルーシ
- ウクライナ
- モルドバ
- ジョージア[注釈 1]
- アルメニア
- アゼルバイジャン[注釈 2]
- カザフスタン
- ウズベキスタン[注釈 3]
- トルクメニスタン[注釈 4]
- キルギス[注釈 5]
- タジキスタン[注釈 6]
- エストニア
- アフガニスタン
- パキスタン
- ハンガリー
- 北マケドニア[注釈 7]
- ルーマニア
- パレスチナ
- メキシコ[注釈 8]